# Strijkkwartet nr. 14 (Holmboe)
Vagn Holmboe voltooide zijn Strijkkwartet nr. 14 op 15 augustus 1975. Het is een van de meer dan twintig strijkkwartetten die Holmboe zou schrijven.
Strijkkwartet nr. 14 volgde qua componeren direct op Strijkkwartet nr. 13, maar zou eerder uitgevoerd worden. Holmboe probeerde het bij dit strijkkwartet met een zesdelige opzet. Deel 1 met de titel Andante trasognamente (dagdromerij) begint met een trage fuga die steeds trager wordt, maar na een vioolsolo (die herhaalt wordt in de andere stemmen) de draad weer oppakt. Deel twee, Presto leggiero heeft als motief snelle triolen en wordt geheel en sourdine gespeeld, waardoor het rustig blijft klinken. Deel drie, Allegro agitato staat daar qua dynamiek lijnrecht tegenover, belangrijkste fragmenten zijn hier tremolo’s met wisselende snelheid. Deze drie delen worden achter elkaar doorgespeeld. Hetzelfde geldt voor de delen vier (Adagio) en vijf (Allegro); deel vier is een langzame elegie, deel vijf is agressief met constant pizzicatospel. Deel zes. Allegro vivace is het snelle slotdeel, dat teruggrijpt op de eerdere delen, loopt uit op een climax, waarna het werk stilvalt en na een paar maten eindigt.
Het werk werd voor het eerst uitgevoerd op 19 april 1976; plaats van handeling was het huis van de componist in Ramløse, het uitvoerende kwartet was het Strijkkwartet van Kopenhagen.
Strijkkwartet nr. 1 · Strijkkwartet nr. 2 · Strijkkwartet nr. 3 · Strijkkwartet nr. 4 · Strijkkwartet nr. 5 · Strijkkwartet nr. 6 · Strijkkwartet nr. 7 · Strijkkwartet nr. 8 · Strijkkwartet nr. 9 · Strijkkwartet nr. 10 · Strijkkwartet nr. 11 · Strijkkwartet nr. 12 · Strijkkwartet nr. 13 · Strijkkwartet nr. 14 · Strijkkwartet nr. 15 · Strijkkwartet nr. 16 · Strijkkwartet nr. 17 · Strijkkwartet nr. 18 · Strijkkwartet nr. 19 · Strijkkwartet nr. 20
Ongenummerd: Sværm · Quartetto sereno